# Jamestown (Louisiana)
Jamestown és una població dels Estats Units a l'estat de Louisiana. Segons el cens del 2000 tenia 149 habitants.

## Demografia
Segons el cens del 2000, Jamestown tenia 149 habitants, 60 habitatges, i 36 famílies. La densitat de població era de 33,4 habitants/km².
Dels 60 habitatges en un 26,7% hi vivien nens de menys de 18 anys, en un 48,3% hi vivien parelles casades, en un 6,7% dones solteres, i en un 40% no eren unitats familiars. En el 36,7% dels habitatges hi vivien persones soles el 16,7% de les quals corresponia a persones de 65 anys o més que vivien soles. El nombre mitjà de persones vivint en cada habitatge era de 2,48 i el nombre mitjà de persones que vivien en cada família era de 3,33.
Per edats la població es repartia de la següent manera: un 26,8% tenia menys de 18 anys, un 8,7% entre 18 i 24, un 25,5% entre 25 i 44, un 22,1% de 45 a 60 i un 16,8% 65 anys o més.
L'edat mediana era de 37 anys. Per cada 100 dones de 18 o més anys hi havia 81,7 homes.
La renda mediana per habitatge era de 23.125 $ i la renda mediana per família de 33.125 $. Els homes tenien una renda mediana de 26.250 $ mentre que les dones 21.875 $. La renda per capita de la població era d'11.305 $. Entorn del 6,9% de les famílies i el 9,1% de la població estaven per davall del llindar de pobresa.

## Poblacions més properes
El següent diagrama mostra les poblacions més properes.